# 622
| [ Edytuj tabelę ]          |                             |
| Cesarz Bizancjum           | - 610 Herakliusz 641        |
| Cesarz Chin                | - 618 Tang Gaozu 626        |
| Król Essexu                | - 617 Sigeberht I Mały 653  |
| Król Franków               | - 584 Chlotar II 629        |
| Cesarz Japonii             | - 592 Suiko 628             |
| Król Kentu                 | - 616 Eadbald 640           |
| Patriarcha Konstantynopola | - 610 Sergiusz I 638        |
| Władca Korei               | - 618 Yŏngnyu 642           |
| Król Longobardów           | - 616 Adaloald 626          |
| Papież                     | - 619 Bonifacy V 625        |
| Król Persji                | - 590 Chosrow II Parwiz 628 |
| Król Wizygotów             | - 621 Swintila 631          |

Rok 622 / DCXXII
stulecia: VI wiek ~
VII wiek ~
VIII wiek

lata: 612 «
617 «
618 «
619 «
620 «
621 «
622
» 623
» 624
» 625
» 626
» 627
» 632

## Wydarzenia
- 16 lipca – początek biegu kalendarza muzułmańskiego.
- 24 września – Mahomet opuścił Mekkę i udał się do Jatribu (późniejszej Medyny) – koniec Hidżry.
- 22 listopada – król longobardzki Rotari wydaje Edykt Rotariego.
- Rozpoczęła się kontrofensywa Herakliusza przeciwko Sasanidom.

## Zmarli
- 8 kwietnia – Shōtoku (jap. 聖徳太子), książę-regent, protektor buddyzmu w Japonii (ur. 574)